# 炎症性腸疾患
炎症性腸疾患（えんしょうせいちょうしっかん、英: inflammatory bowel disease、略：IBD）とは、主として消化管に炎症をおこす慢性疾患の総称で、潰瘍性大腸炎（英: ulcerative colitis、略：UC）、クローン病（英: Crohn's disease、略：CD）の2疾患からなる。国の指定難病。国内の患者数は推定約29万人。
感染性腸炎とは違い、この二疾患は主に自己免疫的な機序によると考えられている慢性疾患。治療はメサラジンに代表されるサリチル酸製剤、インフリキシマブに代表される抗TNF-α抗体、副腎皮質ステロイドなどを用いて寛解に導き、刺激の多い食事を控えて寛解を維持するという点で共通している。
感染性腸炎のカンピロバクター腸炎、サルモネラ腸炎、アメーバ赤痢（アメーバ性大腸炎）は間違いやすく、中でもカンピロバクター腸炎の鑑別は難しく、内視鏡検査、培養検査、抗体検査が併用される。

## World IBD Day（IBDを理解する日）
毎年5月19日は、“World IBD Day”として制定されている。日本では、2013年に「IBDを理解する日」として日本記念日協会に登録された。シンボルカラーは紫色。